# Erik Leonard Ekman
Erik Leonard Ekman (Estocolmo, 14 de outubro de 1883 - Santiago de los Caballeros, República Dominicana, 15 de janeiro de 1931) foi um botânico e explorador sueco.
Em sua honra foram nomeados os gêneros botânicos:
- Ekmania, Ekmaniocharis e Ekmanianthe